# Bulbophyllum tristelidium
Bulbophyllum tristelidium là một loài phong lan thuộc chi Bulbophyllum.